# 콘스탄티누스 1세
콘스탄티누스 1세(라틴어: Flavius Valerius Aurelius Constantinus, 272년 2월 27일 - 337년 5월 22일)는 중기 로마 황제(재위 306년 - 337년)이다. 흔히 기독교사에서는 콘스탄티누스 대제(Constantinus the Great)로 통칭하며, 동방 정교회는 성인으로 추대하여 성 콘스탄티누스 대제(그리스어: Μέγας Κωνσταντίνος, 라틴어: Sanctus Constantinus Magna)로 부른다. 306년 7월 25일 브리타니아의 요크에서 병사들에 의해 군주로 추대되어 337년 사망하는 날까지 로마 제국을 통치했다.
콘스탄티누스 대제는 첫번째 기독교인 로마 군주로 알려져 있다. 그의 치세는 기독교 역사에서 중요한 전환점이 되었는데 313년 밀라노 칙령으로 기독교에 대한 관용을 선포하여 기독교에 대한 박해를 끝내고 사실상 정식 종교로 공인했다. 또한 교회의 압류된 재산을 돌려 주고 이에 대한 국가의 보상을 정했다. 그는 또한 325년 제1차 니케아 공의회를 소집하여 기독교의 발전에도 기여한 것으로도 유명하다.
324년 콘스탄티누스 대제는 비잔티움을 ‘새로운 로마(Nova Roma)’로 공표하고 330년 공식적으로 로마 제국의 새로운 수도로 정하였다. 337년, 그가 죽자 비잔티움은 ‘콘스탄티누스의 도시’라는 뜻의 콘스탄티노폴리스로 개명했고, 세계 최초의 기독교 도시로서 이후 천 여년이 넘는 세월동안 로마 제국의 수도로서 존재하게 된다.

## 생애

### 초기
콘스탄티누스 1세는 272년 또는 273년 2월 27일 로마 제국의 모이시아 수페리오르 속주(현재의 세르비아와 불가리아)의 나이수스에서 장군 콘스탄티우스 클로루스와 첫째 부인 성녀 헬레나 사이에서 태어났다. 어머니 헬레나는 여관 주인의 딸로 콘스탄티누스 1세의 일생에 지대한 영향을 미쳤다. 292년 아버지는 헬레나를 버리고 제국 서방 구역의 정제인 막시미아누스의 딸인 테오도라와 결혼했다.
아버지 콘스탄티우스 클로루스가 사두정치체제에서 2명의 부제 중에 하나로 임명된 직후 젊은 콘스탄티누스는 동방 정제 디오클레티아누스의 휘하로 들어가 니코메디아에서 복무했다. 305년 2명의 정제인 디오클레티아누스와 막시미아누스가 은퇴하고 콘스탄티우스가 막시미아누스의 뒤를 이어 서방의 정제로 승격하게 되자, 콘스탄티누스는 즉각 니코메디아를 떠나 갈리아에 있는 아버지의 휘하로 들어갔다. 부제에는 세베루스와 막시밀리아누스 다이아가 추대되었는데, 사실상 부제의 위치(즉, 정제의 아들)에 있었던 콘스탄티누스와 막시미아누스의 아들인 막센티우스는 권력에서 소외된 셈이었다.
1년 후인 306년 7월, 브리타니아 원정에 나섰던 아버지 콘스탄티우스가 에보라쿰(지금의 요크)에서 병사하자 휘하의 장병들은 즉각 콘스탄티누스를 정제로 추대하였다. 병사들에 의한 콘스탄티누스의 정제 승계는 당시 사두정치 체제 아래에서 적법성에 문제가 있었다. 그래서 콘스탄티누스는 동방 정제인 갈레리우스에게 자신의 권좌 승계에 대해 확인을 요청하였고, 갈레리우스는 콘스탄티누스가 아버지의 영토를 승계하도록 하되 부제로 인정하고 서방 정제로는 세베루스를 임명하였다.

### 서방의 통치
제국 내에서 콘스탄티누스의 관할 구역은 히스파니아, 브리타니아, 갈리아, 그리고 게르마니아 지방이었다. 이로써 콘스탄티누스는 중요한 라인강 방위선의 강력한 부대를 지휘하게 되었다. 갈리아 지방은 제국에서 가장 부유한 지방 중에 하나였으나, 이른바 제3세기의 위기 동안에 인구는 소실되고 도시는 폐허가 되었다. 306년부터 316년까지 10년 동안 콘스탄티누스는 아버지의 뒤를 이어 라인강 방위선을 굳건히 하고 갈리아 지방을 재건하는데 힘썼다. 당시 콘스탄티누스의 주요한 거주지는 트리어였다. 콘스탄티누스는 지역의 안정을 확보하기 위한 전략으로 부족들의 반란이 일어나면 즉각적이고 무자비하게 진압했고 붙잡힌 포로들은 원형경기장에서 모두 살육하는 무단 정치를 과시했다. 이러한 전략이 나름대로 효과를 나타내 콘스탄티누스의 통치 기간 동안 라인강 방위선은 상대적으로 안정을 되찾았다.
한편 로마 국내정치는 사두정치의 한계를 드러내며 복잡한 내전 상황으로 빠져들어갔다.

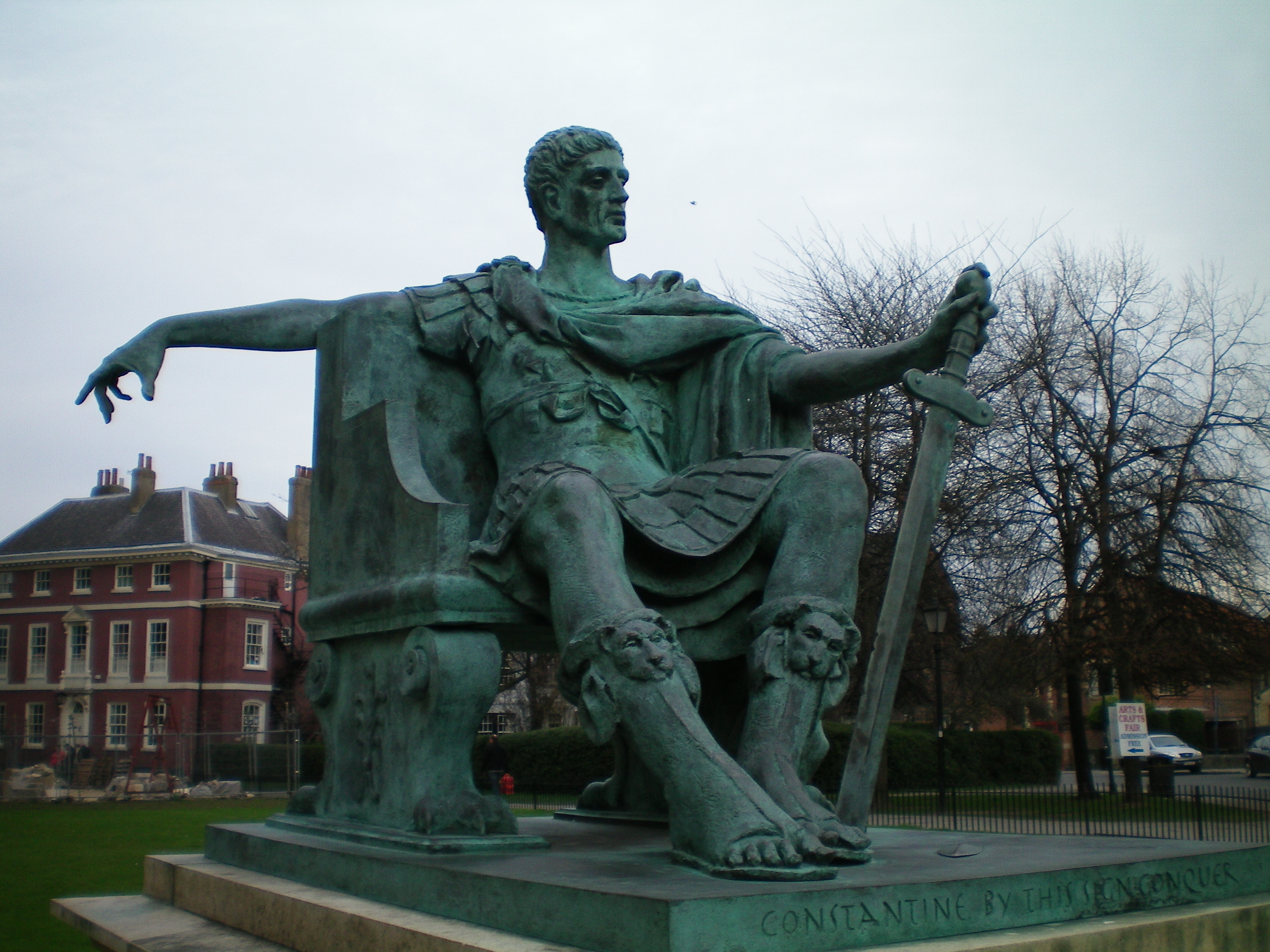
콘스탄티누스 1세의 조각상

307년 막센티우스가 로마에서 사두체제와는 다른 독자적인 노선을 걸으면서 봉기하고 막시미아누스도 은퇴 생활에서 복귀하여 아들을 도왔다. 서방의 정제인 세베루스는 이를 진압하기 위해 진격하지만 퇴임 정제인 막시미아누스가 지휘하는 군대에 궤멸당하고 세베루스는 로마로 잡혀가 자살을 강요당해 죽는다. 이후 동로마의 정제인 갈레리우스가 막센티우스를 단죄하기 위해 군사행동에 들어갔지만 실패하고 결국 퇴임 정제인 디오클레티아누스와 막시미아누스 그리고 동방 정제인 갈레리우스 세 사람이 모여 회의를 한 결과 서방의 정제에 리키니우스를 임명하기로 했다. 이에 막센티우스는 불만을 품게 되고 아버지인 막시미아누스와 논쟁끝에 갈라서게 되었다. 아들과의 불화로 막시미아누스는 트리어에 있는 콘스탄티누스에게 와서 자기의 딸 파우스타와 혼인을 조건으로 합류했지만, 콘스탄티누스가 야만족을 격퇴하러 간 틈을 타 쿠데타를 시도하다가 예상보다 빨리 돌아온 콘스탄티누스에게 공격당하고 310년 마실리아(현재의 마르세유)에서 죽음을 맞았다.
311년 갈레리우스가 죽자 리키니우스가 동방의 정제로 취임하였다. 콘스탄티누스는 리키니우스와 동맹을 맺고 독자적인 황제의 권리를 주장하는 막센티우스를 처단하기 위해 출정했다.

### 312년~324년
312년 초 콘스탄티누스는 알프스를 넘어 이탈리아로 진격했고 투린과 베로나에서 막센티우스군을 차례로 무찔렀다. 이후 벌어진 유명한 밀비우스 다리 전투로 결국 막센티우스 군은 콘스탄티누스에게 대패하고 막센티우스는 전사한다. 이 전투로 인해 제국 서방에서 콘스탄티누스는 유일한 강자이자 정제로서 군림하게 된다.
313년 동방의 정제 리키니우스와 서방의 정제 콘스탄티누스는 밀라노에서 만나 콘스탄티누스의 동생 콘스탄티아를 리키니우스에게 결혼시켜 서로 동맹 관계를 확인하고 제국 여러 문제를 논의하였는데 기독교를 사실상 공인하는 밀라노 칙령도 여기서 발표한다. 이 회담은 짧게 끝났지만 동방의 부제인 막시미누스 다이아가 보스포루스 해협을 건너 리키니우스의 영토를 침범하였다. 리키니우스는 막시미누스의 공격을 격퇴하고 동방에서 1인자 지위를 굳혔다.
이로써 제국의 서방과 동방에 두 명의 황제만 남게 되었고 그들의 동맹도 그리 오래가진 못했다. 두 정제의 세력은 서로 충돌하였는데 315년 키발라에 전투, 317년 마르디아 전투에서 콘스탄티누스가 승리하게 되고 두 사람은 휴전 협정을 맺었다. 이후 몇 년간 콘스탄티누스는 아들 크리스푸스의 도움으로 야만족과의 싸움에 전념한다.
324년 콘스탄티누스와 리키니우스는 이제 로마의 패권을 놓고 일대 결전을 벌인다. 아드리아노폴리스에서 벌어진 육상전에서는 콘스탄티누스의 승리로 끝났고 이어 비잔티움 근처의 해전에서도 콘스탄티누스의 아들 크리스푸스가 이끄는 콘스탄티누스의 해군이 승리했다. 이어 소아시아에서 벌어진 지상전에서도 리키니우스는 패하고 항복하여 강제로 테살로니카로 은퇴당했고 이듬해 반란을 꾀한다는 명목으로 재판도 없이 사형을 당했다. 이로써 콘스탄티누스는 로마 제국의 유일한 최고 권력자가 되었다.

### 324년~죽음
콘스탄티누스가 유일한 황제로 등극하고 제국의 권력과 부와 문화 등의 중심지는 급격하게 동로마 제국으로 이동하게 된다. 콘스탄티누스는 비잔티움을 자신의 도시로 대대적으로 개조하고 원로원과 로마와 같은 공공건물을 지어 새로운 로마 Nova Roma로 불렀다. 그의 사후에 비잔티움은 ‘콘스탄티누스의 도시’라는 뜻의 콘스탄티노폴리스로 개명된다.
326년 콘스탄티누스는 아들 크리스푸스를 계모와 간통했다는 죄목으로 체포하여 고문 끝에 사형에 처했다. 크리스푸스는 끝까지 무죄를 주장했지만 재판도 없이 29세의 나이로 처형되었다. 아내 파우스타도 목욕을 하다가 죽은 것으로 위장하여 죽였다.
콘스탄티누스는 337년 죽기 바로 직전에 니코메디아의 유세비우스에게 세례를 받은 것으로 전해진다. 이는 당시 기독교인들의 전례를 따른 것으로 죽기 직전까지 세례를 받는 것을 미루어서 현세의 죄를 온전히 씻기 위한 것으로 보인다. 콘스탄티누스의 시신은 비잔티움으로 옮겨져서 매장되었다. 권좌는 아내 파우스타가 낳은 세 아들인 콘스탄티누스 2세와 콘스탄티우스 2세, 콘스탄스에게 이어졌다.

## 콘스탄티누스와 기독교

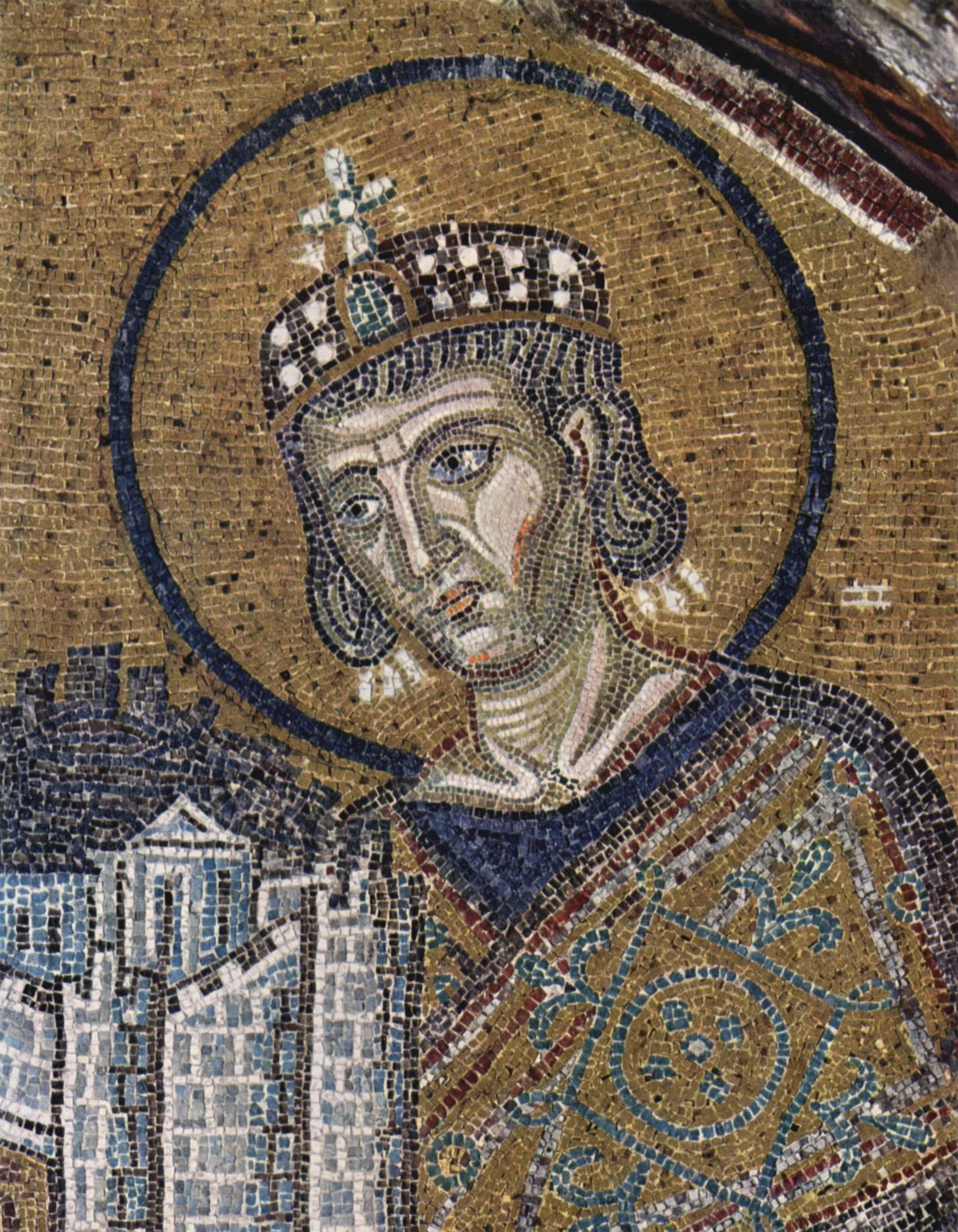
성모 마리아에게 콘스탄티노플을 봉헌하는 콘스탄티누스, 하기아 소피아의 모자이크

콘스탄티누스 1세는 흔히 첫 번째 그리스도인 로마 군주로 알려져 있다. 기독교의 선생으로 자문가로 유명한 신학자 락탄티우스를 두었다.
그의 치세는 기독교 역사에서 중요한 전환점이 되었는데 313년 밀라노 칙령으로 기독교에 대한 관용을 선포하여 기독교 박해를 끝내고 사실상 기독교(크리스트교)를 공인했다. 또한 기독교 교회의 압류된 재산을 돌려주고 이에 대한 국가의 보상을 정했다. 비록 311년 선제 갈레리우스가 이미 밀라노 칙령과 비슷한 기독교에 대한 관용을 선포하였지만, 콘스탄티누스 1세의 적극적인 기독교 진흥책으로 로마에서 기독교의 위상은 새로이 정립되었다.
콘스탄티누스가 기독교를 공인한 데에는 정치적인 이유가 있었다. 그는 그리스도를 지고한 신으로 인정함으로써 기독교인들이 동료 시민들과 힘을 합쳐 종교를 통한 제국의 단합을 달성하는 데 도움을 주기를 바랐다. 313년 밀라노 칙령을 발표할 때, 황제는 기독교를 인정하면서도 하늘에 계신 신성을 언급하지 않았다. 콘스탄티누스는 그리스도든, 아폴론이든 시민들이 누구를 가장 높은 신으로 받들어 모실지는 그들의 선택에 맡겨 두었다.
그러나 기독교도들은 황제의 뜻대로 움직이지 않았다. 황제는 온 세상을 지배했으나, 정작 교회에 대해서는 어떠한 통제권도 없었다. 로마 사제들이 로마와 천상의 신들 사이에서 중재 역할을 맡았던 것과 달리, 기독교 주교들은 콘스탄티누스가 주도하는 종교 의례에는 별 관심이 없었다. 그 대신 그들은 그리스도의 본성이 무엇인지 같은 철학자들이나 하는 사소한 논쟁에 집착하면서 격론과 분열을 일삼았다. 그러나 뛰어난 황제였던 콘스탄티누스는 교회의 분열을 지켜보면서 올바른 믿음의 중요성을 간파했다. “어떻게 경배하느냐가 중요한 게 아니라 무엇을 경배하느냐가 중요하다.”라는 사실을 깨달은 것이다.
325년 콘스탄티누스는 소아시아 북서부 도시인 니카이아에 제국 전역의 주교들을 모아서 종교회의에 소집했다.(제1차 니케아 공의회) 로마 제국 전역에 퍼져 있는 교회들이 준수해야 하는 신경(信經)을 확정하고, 신자들의 행동을 규정하는 카논 스무 권을 확정했다. 결정에 승복하지 않는 소수 대표들을 이단으로 규정해 공식적으로 추방하고, 황제의 권위로 브리타니아에서 메소포타미아에 이르는 광대한 전역에서 준수해야 하는 정통 교리, 즉 삼위일체설을 확립했다. 기독교 역사상 처음 있는 혁신이었다. 콘스탄티누스는 제국의 단합이라는 목적을 달성함과 동시에 분열된 교회를 통합하고 단일한 기독교 신자 공동체라는 이상에 실체를 부여했다. 이 때문에 동방정교회에서는 그를 성인으로 공경하며, 헬레나와 함께 5월 21일을 축일로 지정했다.
그러나 분열은 그치지 않았다. 그의 사후 콘스탄티노폴리스에서는 아리우스파가 일어섰고, 카르타고를 중심으로 한 아프리카 속주에서는 도나투스파가 권력 투쟁을 벌였다. 교회는 하나가 될 수 없었고, 결국 콘스탄티누스는 “그리스도를 주님으로 받아들임으로써 예측하기 어렵고 분열하기 쉬운, 새로운 권력의 원천(기독교)을 제국의 중심부에 직수입”한 셈이 되었다.

### 콘스탄티누스의 종교
학자들 사이에서 콘스탄티누스가 그리스도인이 된 것이 언제인가에 대한 논란이 있다. 모후인 성녀 헬레나의 영향 아래서 자라 어린 시절에 이미 기독교에 귀의했다는 설과 인생의 여정을 통하여 점진적으로 그리스도인이 되었다는 설이 있다. 콘스탄티누스 1세의 어머니인 헬레나는 독실한 기독교인으로 알려져 있으나, 정작 자신은 40세가 되어서야 스스로를 기독교인으로 불렀고 사망 직전에 처음으로 세례를 받았다.
한편, 콘스탄티누스는 오직 자신의 정치 권력을 공고히 하기 위해 기독교를 이용하였을 뿐이라는 점과 권력을 위해 무고히 아들과 아내를 무참히 살해한 잔혹성으로 그의 행실이 그리스도의 정신과 거리가 멀다는 점 등에서 그를 그리스도인으로 볼 수 없다는 견해가 존재한다. 다만 유의할 것은, 그 살해 원인이 첫 번째 황후 미네르비나와의 사이에서 태어난 맏아들 크리스푸스와 두 번째로 맞이한 황후 파우스타 사이에 이루어진 모자상간 또는 모자상간 누명 때문일 수 있다는 점이다. 그 근거 중 하나로 황후 파우스타는 콘스탄티누스의 모후 성녀 헬레나의 지령에 따라 콘스탄티누스의 명령으로 집행한, 로마에 전무후무하게 유례가 없는 "뜨거운 목욕탕에서의 질식사"를 당하였는데, 이는 당시 성행하던 임신중절 방법 중 하나였다고 한다. 이들은 콘스탄티누스에 의해 담나티오 메모리아이 형에 처해져서 그들에 관한 모든 기록이 말살되고 이후 이들에 대한 언급이 일절 금지되었다.
그는 그리스도인에게 보낸 서신에서 자신의 성공이 확실히 하느님의 도움에 의한 것이라는 점을 분명히 하고 있고 자신의 치세 동안 교회에 대한 재정적인 지원을 하여 많은 교회를 세웠으며 그리스도인을 관료로 중용하고, 선제 디오클레티아누스 시절의 기독교 박해 때 몰수한 재산을 모두 되돌려 주었다. 특히 라바룸을 처음 사용한 것, 성 베드로 대성당을 세운 것, 그와 그의 어머니 헬레나에 대한 수많은 전설 등을 볼 때 그가 기독교에 미친 영향은 지대하다.

### 반이교 법령
콘스탄티누스 집권기에 처음으로 반이교 법령이 공표된 것은 사실이다. 이 법령은 고대 종교의 핵심 행위인 희생제의를 금지하는 것으로 본격화되었다. 그러나 희생제의 금지령은 미신과 점, 이교 제의와 관련된 마법에 한정되었고, 실제로는 자신의 권력에 위협적 존재였던 귀족들의 개인 신탁이나 예언과 관련된 것에 한정했다. 공공장소의 희생 제의는 예외적으로 허용되었다. 더 나아가 그는 이교 신전을 폐쇄하고 재산을 압수하거나 우상숭배를 금지하고 우상을 파괴하기도 했다. 헤브론(마므레)에 있던 신전 터에 교회를 지으라는 칙령도 내렸다. 그러나 정작 수도인 콘스탄티노폴리스에는 황제의 명령에 의해 이교 신전을 파괴하고 교회를 건축하려 했다는 증거는 남아 있지 않다. 고대 조각과 기념물, 건축물의 파괴는 황제의 칙령에 의해서 정책적으로 시행되었다기보다 지방 행정관이나 주교의 명령에 의해 개별적으로 이행된 것으로 보인다. 4세기 콘스탄티노폴리스의 대주교였던 그레고리오스(Gregory of Nazianzus)는 자신의 관구에 있는 신전을 교회로 바꾸었다.
도시의 수호신인 티케의 조각상은 초기 비잔티온 제국의 여러 도시에서 그녀의 사당 티카이온에 모셔졌다. 이 사당은 콘스탄티노폴리스, 알렉산드리아, 사갈라소스 같은 도시의 중심지에 있었다. 콘스탄티노폴리스에 있는 티케의 사당은 바실리카와 아우구스투스의 사당 사이에 있었는데, 이 사당은 콘스탄티누스 자신이 건설한 것이다. 그곳의 티케 조각상은 고트인에 대한 승리를 기념해 황제가 직접 명해서 제작한 것으로 여겨진다.

## 정치 개혁
천도 이후 콘스탄티누스 1세는 다양한 법령을 통과시켰다.
- 기독교 성직자에게는 세금을 부과하지 않게 하는 법령을 반포하였다. 또한 이전과는 다르게 성직자의 사유재산 소유를 승인하였다.
- 검투사 시합을 금지시키는 법령을 제정하였으나, 실제로는 거의 효과가 없었다고 한다. 검투 경기는 4세기 말까지 계속되었다.
- 십자가형을 금지하고 교수형으로 대신하였다.
- 도축업에 종사하거나 제빵업에 종사하는 사람은 대대로 직업을 계승하도록 하였다. 이와 같이 같은 직종을 대대로 유지하는 관습은 중세 유럽에까지 계속되었다.
- 그때까지 토지를 빌려서 농사하는 사람들을 농노로 바꾸는 법령을 통과시켰다. 중세 장원 경제의 기초가 이때 놓여졌다는 평가를 받고 있다.

## 같이 보기
- 동로마 황제
- 아우렐리우스 빅토르
- 히에로니무스
- 요르다네스
- 락탄티우스
- 콘스탄티노폴리스의 소크라티스
- 테오도레토스
- 폴 벤